# بلتر، کبک
بلتر (به فرانسوی: Belleterre) شهرکی در منطقه شهری تمیسکامنگ ناحیه آبیتیبی-تمیسکامنگ در استان کبک کانادا است. در سرشماری سال ۲۰۱۱ این شهرک ۳۵۹ نفر جمعیت داشته‌است و مساحت آن ۶۰۶٫۳۳ کیلومتر مربع است.